# Impôts locaux en France
Les impôts locaux en France  sont les impôts perçus par les collectivités territoriales. Ils se divisent en deux sous-catégories : les impôts directs (plus les taxes assimilées) et les impôts indirects (plus les taxes assimilées).
Les impôts locaux en France s'élèvent à 125,1 milliards d'euros en 2015 avec une augmentation de 5,9 milliards d'euros par rapport à 2014. Elle représente la plus forte progression des recettes fiscales (+4,9 %) depuis 2011, date de la mise en œuvre de la réforme de la fiscalité locale. En 2015, les recettes fiscales des groupements intercommunaux ont connu une augmentation de 840 millions d'euros (+6,8 %) et celles des départements de 4,9 %, soit un gain de près de 2,1 milliards d'euros, montant près de deux fois supérieur à la baisse des dotations de l'État.
Selon une étude commandée par la Fédération des promoteurs immobiliers (FPI) en 2014, la France a, en Europe, « la fiscalité la plus élevée en matière d'impôts locaux liés au logement : taxe foncière et taxe d'habitation ».

## Histoire
- 1790 : création des contributions directes : contribution foncière, contribution personnelle mobilière, patente, sur les portes et fenêtres
- 1917 : création, pour l'État, de l'impôt sur le revenu et transfert aux communes et départements de la contribution des patentes et de la contribution mobilière.
- 1948 : les deux contributions foncières sont abandonnées comme impôts d'État et affectées exclusivement aux communes et départements.
- 1974-1976: suppression des contributions directes, transformées en taxe foncière sur les propriétés bâties, taxe foncière sur les propriétés non bâties, taxe d'habitation et taxe professionnelle au profit des départements et des communes.
- 1981 : décentralisation : les collectivités peuvent désormais voter les taux des taxes locales
- 1999 : suppression de la part salariale de la taxe professionnelle, puis en 2010 de la part patronale, remplacée par la contribution économique territoriale.
- 2011 : création de l'imposition forfaitaire sur les entreprises de réseaux[3].
- 2019-2023 : suppression de la taxe d'habitation sur la résidence principale.

## Les impôts locaux directs
Ils peuvent être perçus au profit des différentes collectivités territoriales ou d'établissements publics de coopération intercommunale (EPCI). Sur un même avis d'imposition, il y a les impôts perçus au profit de différentes collectivités.
Les collectivités reçoivent également le produit de l'imposition forfaitaire sur les entreprises de réseaux (IFER).

### Répartition des impôts directs locaux
Les principaux impôts directs locaux sont répartis entre les collectivités territoriales et les établissements publics de coopération intercommunale (EPCI) à fiscalité propre de la manière suivante.
La part de la CVAE autrefois affectée aux régions et qui représentait la moitié de cet impôt est supprimée en 2021.
La taxe foncière se voit entièrement affectée au financement du bloc communal (conseil municipal et EPCI) depuis 2021 alors qu'elle était jusqu'alors payée au département également. Ce changement s'est fait dans le cadre de la suppression de la taxe d'habitation et l'apport de nouvelles ressources aux communes
| Impôt | En présence d'une commune isolée                                               | En présence d'un EPCI à fiscalité additionnelle                                | En présence d'un EPCI à fiscalité professionnelle de zone                                                  | En présence d'un EPCI à fiscalité éolienne unique                              | En présence d'un EPCI à fiscalité professionnelle unique                       |
| --- | ------------------------------------------------------------------------------ | ------------------------------------------------------------------------------ | --- | ------------------------------------------------------------------------------ | ------------------------------------------------------------------------------ |
| Taxe d'habitation (depuis 2023 ne concerne plus que les résidences secondaires, ou les locaux commerciaux non assujettis à la CFE) | Commune                                                                        | Commune EPCI                                                                   | |                                                                                |                                                                                |
| Taxe foncière sur les propriétés bâties                                                                                            | Commune                                                                        | Commune EPCI                                                                   | |                                                                                |                                                                                |
| Taxe foncière sur les propriétés non bâties                                                                                        | Commune                                                                        | Commune EPCI                                                                   | |                                                                                |                                                                                |
| Cotisation foncière des entreprises (CFE)                                                                                          | Commune                                                                        | Commune EPCI                                                                   | Dans la zone : EPCI Hors zone : communes, EPCI                                                             | Commune et EPCI Pour la CFE afférente aux éoliennes : EPCI                     | EPCI                                                                           |
| Cotisation sur la valeur ajoutée des entreprises (CVAE)                                                                            | 53 % commune 47 % département                                                  | 53 % partagés entre communes et EPCI 47 % département                          | Dans la zone : 53 % EPCI 47 % département Hors zone : 53 % partagés entre Commune et EPCI 47 % département | 53 % partagés entre communes et EPCI 47 % département                          | 53 % EPCI 47 % département                                                     |
| Taxe additionnelle à la taxe foncière sur les propriétés non bâties.                                                               | Commune                                                                        | Commune                                                                        | Commune | Commune                                                                        | EPCI                                                                           |
| Composantes de l'imposition forfaitaire sur les entreprises de réseaux (IFER)                                                      | Dépend de la composante (éoliennes, hydroliennes, centrales électriques, etc.) | Dépend de la composante (éoliennes, hydroliennes, centrales électriques, etc.) | Dépend de la composante (éoliennes, hydroliennes, centrales électriques, etc.)                             | Dépend de la composante (éoliennes, hydroliennes, centrales électriques, etc.) | Dépend de la composante (éoliennes, hydroliennes, centrales électriques, etc.) |

### Communes et leurs groupements (EPCI)
Les communes perçoivent :
- la taxe foncière sur les propriétés bâties ;
- la taxe foncière sur les propriétés non bâties ;
- la taxe d'habitation ;
- la taxe d'habitation sur les logements vacants qui s'applique sur décision du conseil municipal seulement dans les communes non concernées par la taxe sur les logements vacants (payée a l'état dans le communes des zones tendues). Les EPCI peuvent instituer cette taxe également sous conditions ;
- la contribution économique territoriale (CET), qui a remplacé la taxe professionnelle depuis 2010. Elle est composée de la cotisation foncière des entreprises (CFE) assise sur les bases foncières et de la cotisation sur la valeur ajoutée des entreprises (CVAE) assise sur la valeur ajoutée ;
- la redevance des mines ;
- l'imposition forfaitaire sur les pylônes.

Elles peuvent, en outre, instituer les taxes facultatives suivantes :
- la taxe d'enlèvement des ordures ménagères (n'est pas considérée comme un prélèvement obligatoire) ;
- la taxe de balayage, lorsqu'elles assurent le balayage de la superficie des voies livrées à la circulation publique qui incombe aux propriétaires riverains.
- les taxes spéciales d'équipement perçues au profit des établissements publics ;
- la taxe d'assainissement des eaux usées ;
- la taxe de trottoirs ;
- la taxe de pavage (supprimée en 2012) ;
- la taxe pour la gestion des milieux aquatiques et la prévention des inondations.

Les communes membres d'une Communauté d'agglomération perçoivent le produit des taxes foncières, de la taxe d'habitation et des autres droits et taxes, à l'exclusion de la taxe professionnelle.

### Départements
Les départements perçoivent :
- la contribution économique territoriale (CET) ;
- la redevance des mines.

La part de taxe professionnelle perçue au profit des départements de la Corse-du-Sud et de la Haute-Corse est supprimée à compter du 1er janvier 1995. L'État compense le manque à gagner pour les départements et la région.
Depuis 2011, les départements ne perçoivent plus la taxe foncière sur les propriétés non bâties, ni la taxe d'habitation.
Depuis 2021, ils ne perçoivent plus la taxe foncière sur les propriétés bâties.

### Régions
Les régions (dont la collectivité territoriale de Corse) perçoivent la contribution au développement de l'apprentissage.
- la contribution économique territoriale (CET) n'est plus perçue par les Régions depuis 2021. En effet, les régions obtenaient la moitié de la Contribution sur la Valeur Ajoutée des Entreprises (CVAE), une partie de la CET. Avec les réformes fiscales du plan de relance du gouvernement Castex à la suite de la crise sanitaire covid19, les régions ne perçoivent plus de CVAE compensée par une part de TVA nationale de même montant (2020).

Depuis 2011, les régions ne perçoivent plus la taxe foncière sur les propriétés bâties et non bâties. Celle sur les propriétés bâties, détenue par les départements jusqu'en 2021, a été transférée ensuite aux communes pour compenser la suppression de la taxe d'habitation en échange d'une part de TVA nationale.
La région Île-de-France perçoit également la taxe spéciale d'équipement de la région d'Île-de-France.[réf. nécessaire]
L'article 1609 G du CGI institue en 2012 une taxe spéciale d'équipement au profit de l'établissement public Société du Grand Paris destinée à financer la construction du réseau de transport Grand Paris Express,.

## Les impôts locaux indirects
Il existe différents impôts locaux indirects perçus au profit des collectivités locales :
- la fiscalité d'urbanisme, liées à la délivrance d'un permis de construire ou d'une autre autorisation d'urbanisme, et notamment la taxe d'aménagement, composée d'une part communale, d'une part départementale et, uniquement en Île-de-France, d'une part régionale[10] ;
- les droits de mutation ;
- la taxe sur les remontées mécaniques ;
- l'octroi de mer (perçu dans les régions de Guadeloupe, Guyane, Martinique et Réunion).

## Tendances
Les impôts indirects ont tendance à s'étoffer au fil des réformes de la fiscalité locale. En 2021, les EPCI à fiscalité propre et les départements reçoivent une part de TVA nationale chacun afin de compenser les pertes induites par la suppression de la taxe d'habitation d'ici 2023. Les régions obtiennent également une part de TVA pour compenser la suppression de leur part de la CVAE. Mais la TVA peut-être considérée comme une dotation du point de vue des collectivités, car l'État peut modifier et changer les règles à sa guise pour moduler les sommes perçues au titre de la TVA. Exemple frappant, la modification des règles afin que les parts de TVA 2021 des EPCI et départements ne profitent pas de la hausse attendue.
Début 2025, un rapport de la Cour des comptes (commandé par la Commission des finances de l'Assemblée nationale) critique les réformes des impôts locaux conduites entre 2018 et 2023 [ (dé)territorialisation de l'impôt au profit des entreprises plus que des ménages avec la suppression de la taxe d'habitation sur les résidences principales (supprimée en 2023 pour tous les contribuables) et d'une grande partie de la cotisation sur la valeur ajoutée des entreprises [CVAE qui était l'impôt local calculé en France sur la valeur ajoutée produite par une entreprise au cours d'une période de référence, et qui constituait, avec la cotisation foncière des entreprises (CFE), l'une des deux composantes de la contribution économique territoriale (CET)], qui selon la Cour a bouleversé la fiscalité locale avec nombreux effets négatifs, dont l'affaiblissement du levier fiscal local et un coût très élevé pour les finances publiques des collectivités.